# Idefjorden
Idefjorden este o arie protejată (arie specială de conservare — SAC, sit de importanță comunitară — SCI) din Suedia întinsă pe o suprafață de 880,5 ha, integral pe uscat.

## Localizare
Centrul sitului Idefjorden este situat la coordonatele 59°03′44″N 11°22′47″E / 59.0621°N 11.3798°E.

## Înființare
Situl Idefjorden a fost declarat sit de importanță comunitară în ianuarie 2002 pentru a proteja un număr necunoscut de specii din flora spontană și fauna sălbatică aflate în arealul zonei. Situl a fost protejat și ca arie specială de conservare în martie 2011.

## Biodiversitate
Situată în ecoregiunile boreală și marină Atlantică, aria protejată conține 3 habitate naturale: Recifuri, Terase mlăștinoase și terase nisipoase neacoperite de apă la reflux, Estuare.
La baza desemnării sitului se află un număr nedeclarat de specii protejate.